# لودویگ دورک
لودویگ دورک (انگلیسی: Ludwig Durek; ۲۷ ژانویهٔ ۱۹۲۱ – ۱۴ آوریل ۲۰۰۰) بازیکن فوتبال اهل آلمان بود.
از باشگاه‌هایی که در آن بازی کرده‌است می‌توان به باشگاه فوتبال اشتورم گراتس اشاره کرد.
وی همچنین در تیم‌های ملی فوتبال آلمان و اتریش بازی کرده‌است.